# 17224 Randoross
17224 Randoross (2000 CP58) là một tiểu hành tinh vành đai chính được phát hiện ngày 5 tháng 2 năm 2000 bởi nhóm nghiên cứu tiểu hành tinh gần Trái Đất phòng thí nghiệm Lincoln ở Socorro.